# Thomson MO5
Pour les articles homonymes, voir MO5.
Le Thomson MO5 est un ordinateur créé par la SIMIV, entreprise française aussi appelée Thomson Micro-Informatique. Commercialisé le 9 juin 1984 avec un clavier gomme, le MO5 a ensuite été décliné en une deuxième génération toujours à clavier gomme, mais disposant d'une nouvelle carte mère et de la possibilité d'étendre la mémoire vive à 96 Ko (le tout pensé pour le nanoréseau), puis en une troisième génération dotée d'un clavier mécanique. Cette dernière a fait l'objet d'une édition limitée de couleur blanche, le Thomson MO5 Michel Platini.
En 1985 sort le Thomson MO5E (Export puis Étendu) : destiné principalement à l'Allemagne, la Suisse et l'Espagne, il dispose d'un clavier mécanique Qwerty, d'une interface musique et jeux, d'un port parallèle, d'un modulateur PAL interne, d'une alimentation intégrée. En 1986, la vente du MO5E est étendue au marché français, où le modèle commercialisé se différencie du modèle exporté par son clavier Azerty et l'absence de modulateur PAL.
Le Thomson MO5NR est doté d'une interface nanoréseau intégrée ; malgré son appellation, il s'agit d'un Thomson MO6 dans un boitier de MO5E.
Le MO5 est essentiellement compatible avec le MO6, mais est incompatible avec les Thomson TO7 et TO7/70. Les périphériques pour Thomson MO5 étaient néanmoins pour la plupart compatibles avec l'ensemble de la gamme Thomson.

## Description

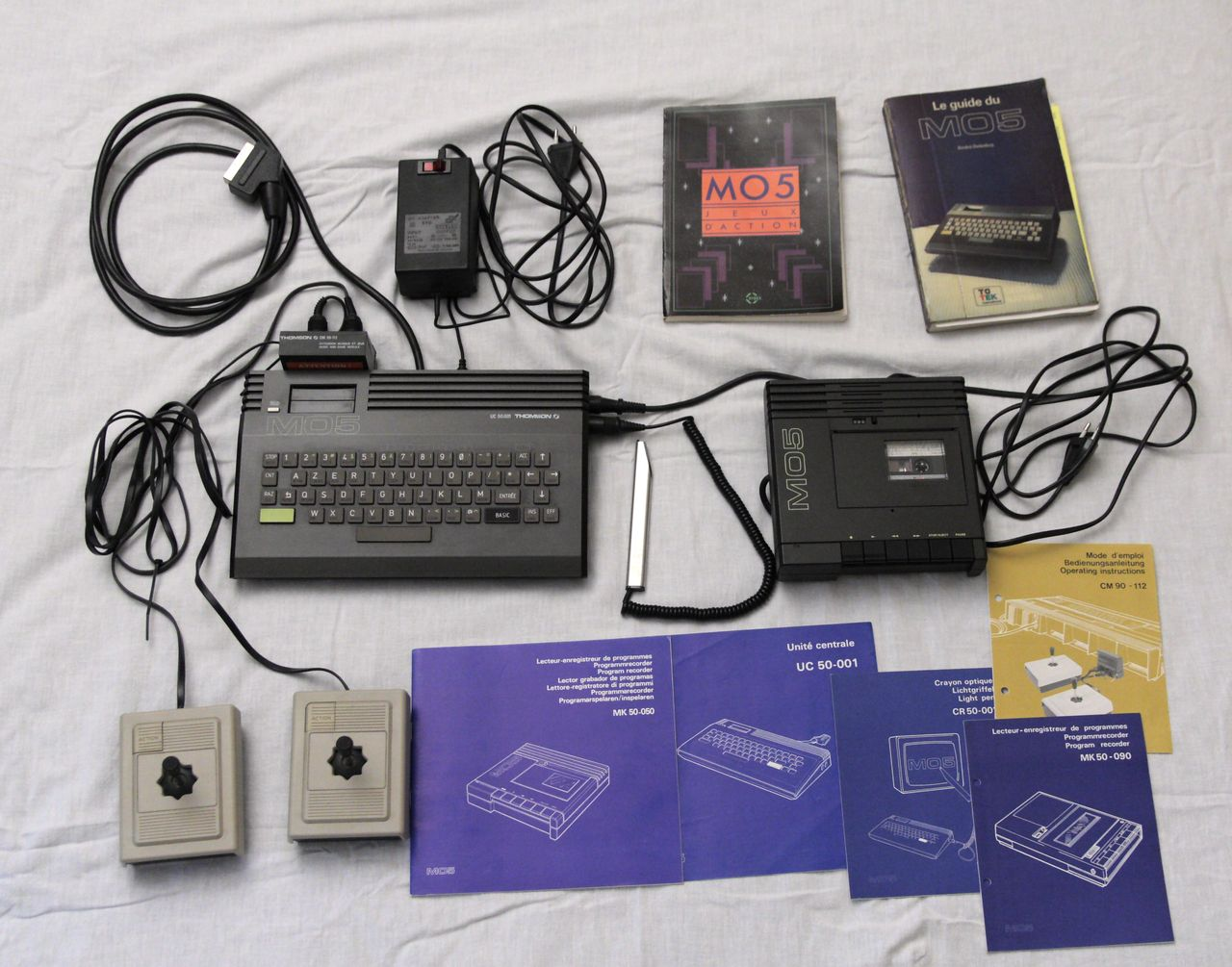
Ensemble de périphériques et de livres autour d'un MO5.

À sa sortie, le Thomson MO5 était vendu au prix de 2 390 FF. Pour Noël 1984, Thomson propose un pack spécial comportant le MO5 à clavier mécanique, un lecteur de cassettes, un crayon optique, le jeu Mandragore, le logiciel « Pictor », et un guide d'initiation au BASIC ; le tout est associé au slogan publicitaire « Tout un monde dans un cadeau ».
La série limitée Michel Platini était livrée avec : un MO5 de couleur blanche à clavier mécanique, le lecteur de cassette spécifique au MO5, un crayon optique, l'extension « Musique et jeux » (un synthétiseur musical ou vocal de 4 voix sur 7 octaves, et 2 joysticks), 3 logiciels (le jeu Numéro 10 édité par FIL, le jeu Super Tennis édité par Answare, et « Premiers pas vers le basic » édité par VIFI-Nathan), le livre « Un micro-ordinateur à la maison, pourquoi ? Pour quoi ? »  (ISBN 978-2-7124-0559-5), le guide du MO5, et un sac à bandoulière blanc et bleu marqué du slogan « Thomson, tu me rends micro ».
Techniquement, la RAM de 48 Ko dispose de 32 Ko libres pour l'utilisateur ; une extension mémoire de 64 Ko permettait à l'utilisateur d'arriver à un total de 96 Ko utilisables. Le son était produit par un générateur de son 1 bit (complété éventuellement par une extension DAC 6 bits). Le lecteur de cassette était spécifique au MO5 : les lecteurs du commerce ne pouvaient être utilisés, et le lecteur pour TO7 était incompatible. Enfin, l'utilisateur pouvait brancher des lecteurs de disquette de 3½ ou de 5¼ pouces (ou encore un Quick Disk Drive, abrégé QDD).
La distribution du MO5 est restée confidentielle en dehors de la France, où il a participé à un programme national d'équipement informatique d'établissements scolaires à partir de 1985 : le plan « Informatique pour tous ». Cela a garanti un volume de production important à son fabricant, et une grande visibilité à l'ordinateur ; mais les difficultés de fabrication de ce qui était une production en série inhabituellement[réf. souhaitée] importante pour l'époque lui a aussi parfois laissé la réputation peu enviable d'une machine peu fiable[réf. souhaitée]. Au cours des années et étant donné les ventes avoisinant le demi-million d'unités, Thomson Micro a repensé sa carte mère. Le MO5 était notamment utilisé dans le cadre du nanoréseau.